# Adventure Kid
Adventure Kid (japonês: アドベンチャーKID) é um mangá hentai de Toshio Maeda e um anime de três episódios (OVA) baseado nele. O anime tem um baixo nível de gráficos. Muitas cenas foram cortadas durante o lançamento nos EUA.
Helen McCarthy escreve sobre Adventure Kid em 500 Essential Anime e chama isso de "uma mistura maluca de pornografia e sitcom".

## História
Um garoto de dezenove anos chamado Norikazu encontra um computador que sobrou da Segunda Guerra Mundial. Por acaso, ele desperta o espírito do criador do computador, Masago. Norikazu e sua namorada Midori são transportados para o inferno, onde são forçados a lutar contra zumbis. Eles estão tentando voltar para casa. Na segunda parte do anime, quando os heróis finalmente retornam, eles veem que o mundo ao seu redor mudou, e agora é controlado por um poderoso computador demoníaco encontrado por Norikazu. Em seguida, os personagens voltam no tempo - ao Japão durante a Segunda Guerra Mundial, onde, em particular, testemunham o bombardeio atômico de Hiroshima.